# Metallura tyrianthina
Metalura-púrpura ou metaluro-esmeralda (Metallura tyrianthina) é uma espécie de ave da família Trochilidae (beija-flores).
Pode ser encontrada nos seguintes países: Bolívia, Colômbia, Equador, Peru e Venezuela.
Os seus habitats naturais são: regiões subtropicais ou tropicais húmidas de alta altitude e florestas secundárias altamente degradadas.